# Jonathan Hill
Jonathan Hill, baron Hill of Oareford (ur. 24 lipca 1960 w Londynie) – brytyjski polityk, członek partii Konserwatywnej, par dożywotni. Od 7 stycznia 2013 do 15 lipca 2014 był przewodniczącym Izby Lordów i kanclerzem księstwa Lancaster. W latach 2014–2016 komisarz Unii Europejskiej ds. stabilności finansowej, usług finansowych i unii rynków kapitałowych.

## Życiorys
Jest absolwentem historii na Trinity College na University of Cambridge. W latach 1985–1986 pracował dla Conservative Research Department, wewnątrzpartyjnego think tanku Konserwatystów. Następnie przez trzy lata był specjalnym doradcą Kennetha Clarke’a, gdy ten pełnił różne stanowiska ministerialne w rządzie Margaret Thatcher. Po dwuletniej przerwie na pracę w sektorze prywatnym, w 1991 dołączył do zespołu doradców politycznych premiera, zaś w 1992 został awansowany na stanowisko sekretarza politycznego Johna Majora. W latach 1994–2010 ponownie pracował w biznesie, a ściślej w branży public relations i konsultingowej.
27 maja 2010, został kreowany parem dożywotnim jako baron Hill of Oareford, of Oareford, in the County of Somerset i jednocześnie mianowany wiceministrem edukacji, odpowiedzialnym za szkoły, w randze parlamentarnego podsekretarza stanu. W styczniu 2013 wszedł w skład gabinetu Davida Camerona jako przewodniczący Izby Lordów i kanclerz księstwa Lancaster.
W lipcu 2014 opuścił rząd, a wkrótce później premier Cameron ogłosił, iż lord Hill będzie przedstawicielem Wielkiej Brytanii w nowym składzie Komisji Europejskiej. 10 września 2014, Jean-Claude Juncker ogłosił nominację lorda Hilla na komisarza europejskiego ds. stabilności finansowej, usług finansowych i unii rynków. W 2016 zrezygnował z funkcji komisarza po czerwcowym referendum w Wielkiej Brytanii, w którym większość obywateli opowiedziała się za wystąpieniem Wielkiej Brytanii z UE.

## Odznaczenia
1995: order Imperium Brytyjskiego klasy Komandor (CBE)

2010: parostwo Zjednoczonego Królestwa klasy Baron (The Lord Hill of Oareford).